# Антониус I (Шаумбург)
Антон I фон Шауенбург-Холщайн-Пинеберг (на немски: Antonius, Anton von Holstein-Pinneberg, * 1474, † 22 декември 1526) е граф на графство Холщайн-Пинеберг и на племенното графство Шауенбург от 1498 до 1526 г.
Той е шестият син на Ото II фон Холщайн-Пинеберг (1400 – 1464) и графиня Елизабет фон Хонщайн († 1468), дъщеря на граф Ернст II фон Хонщайн-Клетенберг (* ок. 1370; † 1426) и Анна София фон Щолберг († 1436).
Антон I се жени на 29 ноември 1491 г. за София фон Саксония-Лауенбург († пр. 1502), дъщеря на херцог Йохан IV от Саксония-Лауенбург и Доротея фон Бранденбург, дъщеря на курфюрст Фридрих II от Бранденбург. За втори път той се жени на 17 август 1496 г. за Анна фон Шьонбург (* 1479, † 28 май 1503), дъщеря на Ернст I фон Шьонбург-Валденбург и Анна фон Ринек. Двата му брака са бездетни.
Той управлява Холщайн-Пинеберг племенното графство Шауенбург от 1474 до 1492 г. заедно с брат си Ерих († 1492) и от 1492 до 1498 г. заедно с нежения си брат Ото III († 1510). След разделянето на графството през 1498 г. Антон управлява графство Шауенбург (Шаумбург) от 1498 до 1526 г. заедно с най-малкия си брат Йохан IV († 1527). Тяхната резиденция е град Щадтхаген в Долна Саксония. Антон е по време на управлението си водещата сила в модернизирането на администрацията на графството.
Антон I фон Холщайн умира на 22 декември 1526 г. и е погребан в Обернкирхен.